# 薩塞克斯伯爵夫人安妮·倫納德
安·藍納德（Anne Lennard，1661年2月25日—1721年5月16日），薩斯賽克伯爵夫人（Countess of Sussex），生於英國倫敦，未婚時名為安·斐茲洛伊（Anne Fitzroy），查理二世與芭芭拉·帕門爾的私生子。

## 生平
安·斐茲洛伊是查理二世與芭芭拉·帕門爾的第一個孩子，查理二世以「斐茲洛伊」做為她的姓氏，意為承認她是國王的私生子。
1674年8月11日她與達克男爵湯瑪斯·藍納德結婚，湯瑪斯·藍納德隨後獲封薩斯賽克伯爵。
傳聞薩斯賽克伯爵夫人與她父親的情婦馬薩林公爵夫人、駐法大使拉爾夫·蒙塔古都有不尋常的關係。
薩斯賽克伯爵被評論為「受歡迎但窮奢極侈的人」，由於奢侈和賭博的損失，他們賣掉許多產業來支付開銷。
1688年薩斯賽克伯爵夫婦分居。

## 逝世
1721年薩斯賽克伯爵夫人去世，葬於肯特郡的林斯泰德。